# Theodor Hassek

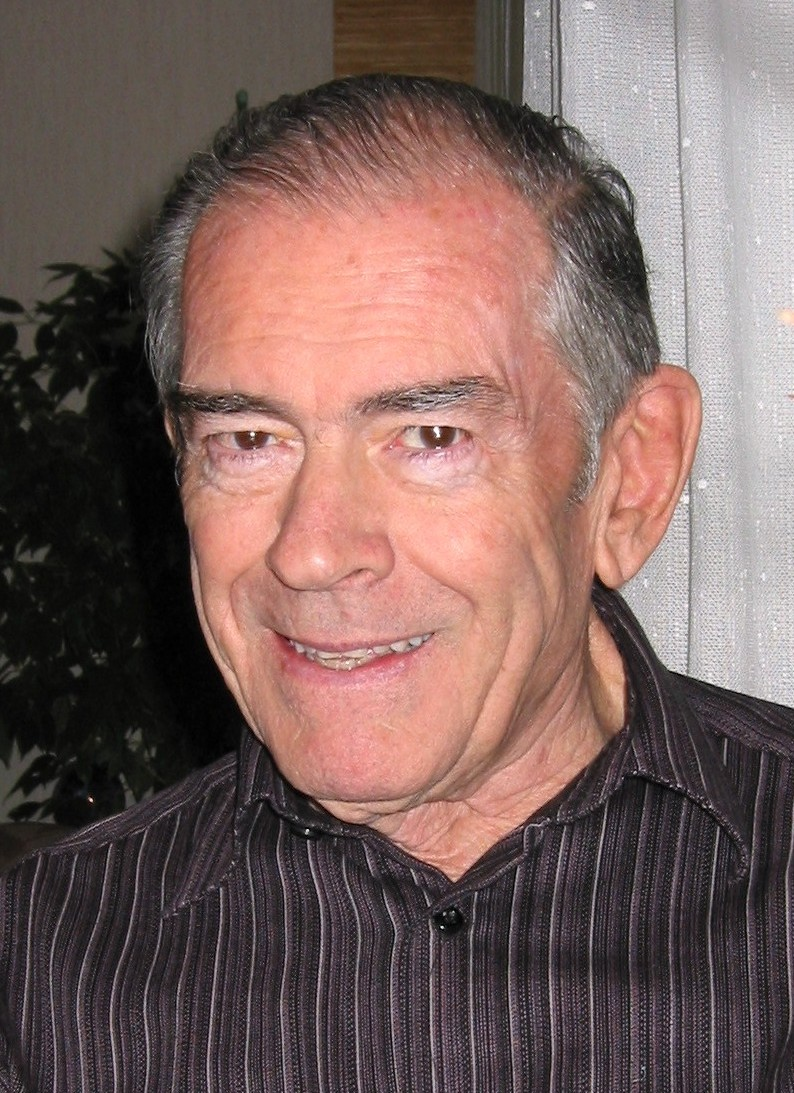
Theodor Hassek, 2004

Theodor Hassek (* 11. April 1929 in Linz; † 28. Oktober 2009 in Wien) war ein österreichischer Komponist und Musiker.

## Leben
Hassek entstammt einer musikalischen Familie. Er besuchte im Alter von 14 Jahren die Musikschule Potansky in Wien und studierte sodann Komposition an der Akademie für Musik in Wien bei Joseph Marx, Otto Siegl und Rudolf Kattnigg sowie Klavier bei Eugenie Wild-Volek und Ludwig Czaczkes. 
In den Jahren 1944 bis 1954 konzertierte Theo Hassek als Pianist und auch als Interpret seiner eigenen Werke. Sein pianistisches Repertoire reichte von Johann Sebastian Bach bis ins 20. Jahrhundert und umfasste auch technisch anspruchsvolle Werke wie Ravels „Gaspard de la Nuit“, „Miroirs“, Balakirews „Islamey“ und Liszts h-moll-Sonate.
1950 legte er die Staatsprüfung für Klavier und 1952 die Reifeprüfung für Theorie (Komposition) ab.
Nach drei Jahren als Musikschulleiter in Kittsee (1951 bis 1953) entschied er sich für einen „Brotberuf“ und war als Vertreter für Verlage, als Lagerverwalter und für eine Hausverwaltung tätig. Daneben entstanden Kompositionen, unter anderem für den späteren Komponisten und Klarinettisten der Wiener Philharmoniker Arnold Hartl.
1957 heiratete er Ingeborg Smolik.
Ab 1962 wandte er sich wieder aktiv der Musik zu und spielte als Mitglied der 3er Kapelle „The Gamblers“ zusammen mit seinem Cousin Erhard Hassek Schlager und Tanzmusik. Nach Anfängen in eher zwielichtigen Etablissements gelang ihnen der Durchbruch bei der Winterolympiade 1964 in Innsbruck, wo sie im Sporthotel in der Axamer Lizum auftraten. Fortan war die Kapelle abwechselnd in den Intercont Hotels in Genf, Frankfurt, Hannover, Düsseldorf und Wien engagiert. Nach der Geburt seines Sohnes Helmut (* 1967) wurde die Familie 1971 wieder in Wien sesshaft. 
Ab 1971 begann sich Hassek auch dem Wienerlied zuzuwenden und spielte beim Heurigen Christ 42 in Wien Stammersdorf und beim Bach-Hengl in Grinzing, wo er unter anderem als Mitglied der „Charmanten Wiener“ auftrat.
Abgesehen von einigen wenigen Auftritten im vierhändigen Klavierspiel (gemeinsam mit seinem langjährigen Klavierpartner Helmut Hofmann) beendete er aus gesundheitlichen Gründen seine Tätigkeit als aktiver Musiker 1983 und wirkte fortan als Lektor und Arrangeur für Wiener Musikverlage (u. a. Weltmusik Hochmuth-Verlag, Hermann Schneider).
In dieser Zeit arrangierte er rund 500 Werke (vorwiegend Unterhaltungsmusik) für Klavier.
1988 trat er in den Ruhestand, komponierte aber noch weiter.
Theodor Hassek starb am 28. Oktober 2009 in Wien an einem Herzleiden. Er wurde am Asperner Friedhof (15-8-14) in Wien bestattet.

## Werke

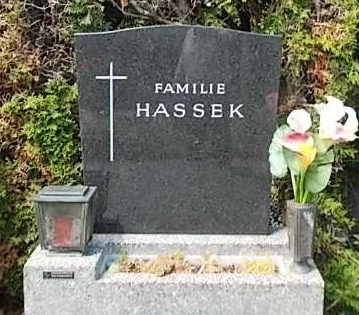
Grabstätte von Theodor Hassek

Theodor Hassek komponierte über 100 Werke verschiedener Genres, von neoklassizistischen Klavier- und Kammermusikwerken, Klavierstücken der „gehobenen Unterhaltungsmusik“, Schlagermusik, Wiener Liedern bis hin zu geistlicher Musik (Messen). 
Das musikalische Schaffen von Hassek war stets vom Grundsatz geprägt, dass es dem Hörer Vergnügen bereiten solle. Tiefschürfende „Problemmusik“ wird man dabei vergeblich suchen. Dennoch sind alle Werke gekennzeichnet durch originelle musikalische Einfälle, gewissenhafter Ausarbeitung bis ins letzte Detail, erfrischende Knappheit der Aussage und Fehlen von aufdringlicher Redundanz.
Obwohl der typische Klavier-Sound für den Pianisten Theodor Hassek auch in seinen Kompositionen mitunter unüberhörbar ist, sind die Kompositionen vorwiegend der Form und weniger der Klangfläche verpflichtet. Deshalb finden sich speziell in der Kammermusik, aber auch in der zwei- bzw. vierhändigen Klaviermusik öfters Transkriptionen von bereits früher für andere Instrumente komponierter Werke. 
In seinen letzten Lebensjahren widmete sich Theodor Hassek, angeregt durch Josef Böck, der Komposition von geistlichen Chorwerken (Messen) zu, deren mehrmals angedachte Aufführung er allerdings nicht mehr erlebte.
Die Originale seiner Noten, Handskizzen und einige Tonaufnahmen befinden sich im Besitz der Familie und werden zu einem späteren Zeitpunkt an die Musiksammlung der Wienbibliothek im Rathaus übergeben werden.